# Nageia
Nageia — рід хвойних рослин родини подокарпових. Назва роду походить від слова nagi, місцевої назви виду, який росте в Японії.

## Поширення, екологія
Індія, Бангладеш, південний Китай, Тайвань, Індокитай, Малезія. Росте в тропічних і субтропічних вологих широколистяних лісах, як правило, розкидано по всьому лісу.

## Морфологія
Це вічнозелені чагарники і дерева, від одного до 54 метрів у висоту. Листя 5–20 см завдовжки і 2–6 см шириною. Шишки мають кілька стерильних і одну (рідко дві) родючої фракції, кожна з 1 насінням.

## Використання
Деревина жовтуватого кольору, кілька видів локально важливі для деревини